# انزور نفش
اَنزور نَفَش (انگلیسی: Anzor Nafash؛ زادهٔ ۲ نوامبر ۱۹۷۸) بازیکن سابق و مربی فوتبال اهل اردن است.
از باشگاه‌هایی که در آن بازی کرده‌است می‌توان به باشگاه فوتبال زسکا روستوف-نا-دونو، باشگاه فوتبال دینامو جی‌تی‌سی استاوروپول، باشگاه فوتبال الاهلی (امان)، باشگاه فوتبال اسپارتاک نعلچیک، و باشگاه فوتبال سوتیسکا نیکشیچ اشاره کرد.
وی همچنین در تیم ملی فوتبال اردن بازی کرده‌است.